# Andriasa stigmaticus
Andriasa stigmaticus är en fjärilsart som beskrevs av Gehlen. 1940. Andriasa stigmaticus ingår i släktet Andriasa och familjen svärmare. Inga underarter finns listade i Catalogue of Life.